# Yette Lucas
Yette Lucas (Juliette, Anna Lucas) est une comédienne française, née le 17 novembre 1883 à Paris 13e et morte le 2 août 1960 à Neuilly-sur-Marne.

## Filmographie
- 1937 : Abus de confiance de Henri Decoin
- 1938 : Monsieur Coccinelle de Dominique Bernard-Deschamps - Hortense Dupont
- 1939 : Louise de Abel Gance - La concierge
- 1941 : Les Inconnus dans la maison de Henri Decoin - Une mère au tribunal
- 1942 : La Grande Marnière de Jean de Marguenat - La mère de la paysanne
- 1942 : Patricia de Paul Mesnier - Rose
- 1943 : Adieu Léonard de Pierre Prévert - La patronne de "La Confiance"
- 1946 : Antoine et Antoinette de Jacques Becker - La mère de Riton
- 1946 : Rouletabille joue et gagne de Christian Chamborant
- 1946 : Rouletabille contre la dame de pique de Christian Chamborant
- 1947 : Les Maris de Léontine de René Le Hénaff - Ernestine
- 1948 : L'assassin est à l'écoute de Raoul André - Mme Bec
- 1948 : Aux yeux du souvenir de Jean Delannoy - Mme Bastide
- 1948 : L'Impeccable Henri de Charles-Félix Tavano - La cuisinière
- 1948 : Scandale de René Le Hénaff - La logeuse
- 1948 : Tous les deux de Louis Cuny - La concierge
- 1949 : Lady Paname de Henri Jeanson - La marchande de journaux
- 1949 : Maya de Raymond Bernard - La bouquetière
- 1949 : Plus de vacances pour le bon dieu de Robert Vernay
- 1949 : Rendez-vous de Juillet de Jacques Becker
- 1949 : Ronde de nuit de François Campaux - Mme Bricard
- 1949 : A la culotte de zouave de Henri Verneuil - court métrage
- 1950 : Véronique de Robert Vernay - Une invitée
- 1950 : Édouard et Caroline de Jacques Becker - Mme Leroy, la concierge
- 1950 : Sous le ciel de Paris de Julien Duvivier - Une cliente chez Malingret
- 1950 : Trois Télégrammes de Henri Decoin - Une passante
- 1950 : Pipe chien de Henri Verneuil - court métrage -
- 1951 : Casque d'Or de Jacques Becker - Adèle
- 1951 : Drôle de noce de Léo Joannon
- 1951 : La maison Bonnadieu de Carlo Rim - Gertrude, la cuisinière
- 1951 : Pas de vacances pour Monsieur le Maire de Maurice Labro - La cliente du docteur
- 1952 : Brelan d'as de Henri Verneuil
- 1952 : La Minute de vérité de Jean Delannoy
- 1953 : La Route Napoléon de Jean Delannoy - La maman
- 1954 : Marchandes d'illusions de Raoul André
- 1954 : Le Mouton à cinq pattes de Henri Verneuil - Mariette
- 1954 : Obsession de Jean Delannoy - Mme Brisset, la concierge
- 1954 : Votre dévoué Blake de Jean Laviron - La bistrote
- 1955 : Les Carnets du Major Thompson de Preston Sturges
- 1956 : Notre-Dame de Paris de Jean Delannoy
- 1956 : Les truands de Carlo Rim
- 1956 : Le savoir vivre en chemin de fer de Roger de Fontaine - court métrage - La grand-mère de Pascal

## Théâtre
- 1951 : Le Congrès de Clermont-Ferrand de Marcel Franck, mise en scène Christian Gérard,   Théâtre de la Potinière